# Schokscha
Schokscha ist eine finno-ugrische Sprache des gleichnamigen Volkes.
Sie gehört zu den mordwinischen Sprachen und wird auch als Dialekt der ersjanischen Sprache betrachtet.
Schokscha leben in 15 besiedelten Punkten des Tenguschjewer Rajons von Mordwinien (Bajewo, Beresnjak, Bjagscha, Dudnikowo, Koljajewo, Kurajewo, Malaja Schokscha, Melsetjewo, Mokschanka, Narawatowo, Sakajewo, Standrowo, Schelubej, Schiromasowo, Schokscha) und in 5 Dörfern des Torbejewer Rajons (Drakino, Kaschlodka, Majskij, Fjodorowka, Jakstere Teschte). Insgesamt zählen die Schokscha etwa 10.000 Menschen.
Da die Schokscha lange in enger Nachbarschaft mit den Mokscha lebten, wurde die schokschanische Gruppen der Ersja stark von den Mokscha beeinflusst – sowohl sprachlich als auch kulturell. Die Beeinflussung war jedoch nicht so stark, um zum Verlust der ersjanischen Selbstidentifikation zu führen. Den Untersuchungen über die Mokscha zufolge, die Nikolaj Mokschin, ein Fachmann für die Ethnologie der Mordwinen, 1979 durchführte, zählen sich die Schokscha selber zu den Ersja.